# Wilksby
Wilksby är en by i civil parish Wood Enderby, i distriktet East Lindsey, i grevskapet Lincolnshire, i England. Byn är belägen 7 km från Horncastle. Wilksby var en civil parish fram till 1936 när blev den en del av Wood Enderby. Civil parish hade 30 invånare år 1931. Byn nämndes i Domedagsboken (Domesday Book) år 1086, och kallades då Wilchesbi/Wilgesbi.